# سفارة فرنسا في مالطا
سفارة فرنسا في مالطا هي أرفع تمثيل دبلوماسي لدولة فرنسا لدى مالطا. تقع السفارة في فاليتا وهي تهدف لتعزيز المصالح الفرنسية في مالطا.

## وصلات خارجية
- الموقع الرسمي
- قائمة سفارات فرنسا
- قائمة السفارات في مالطا